# Konyha (helyiség)

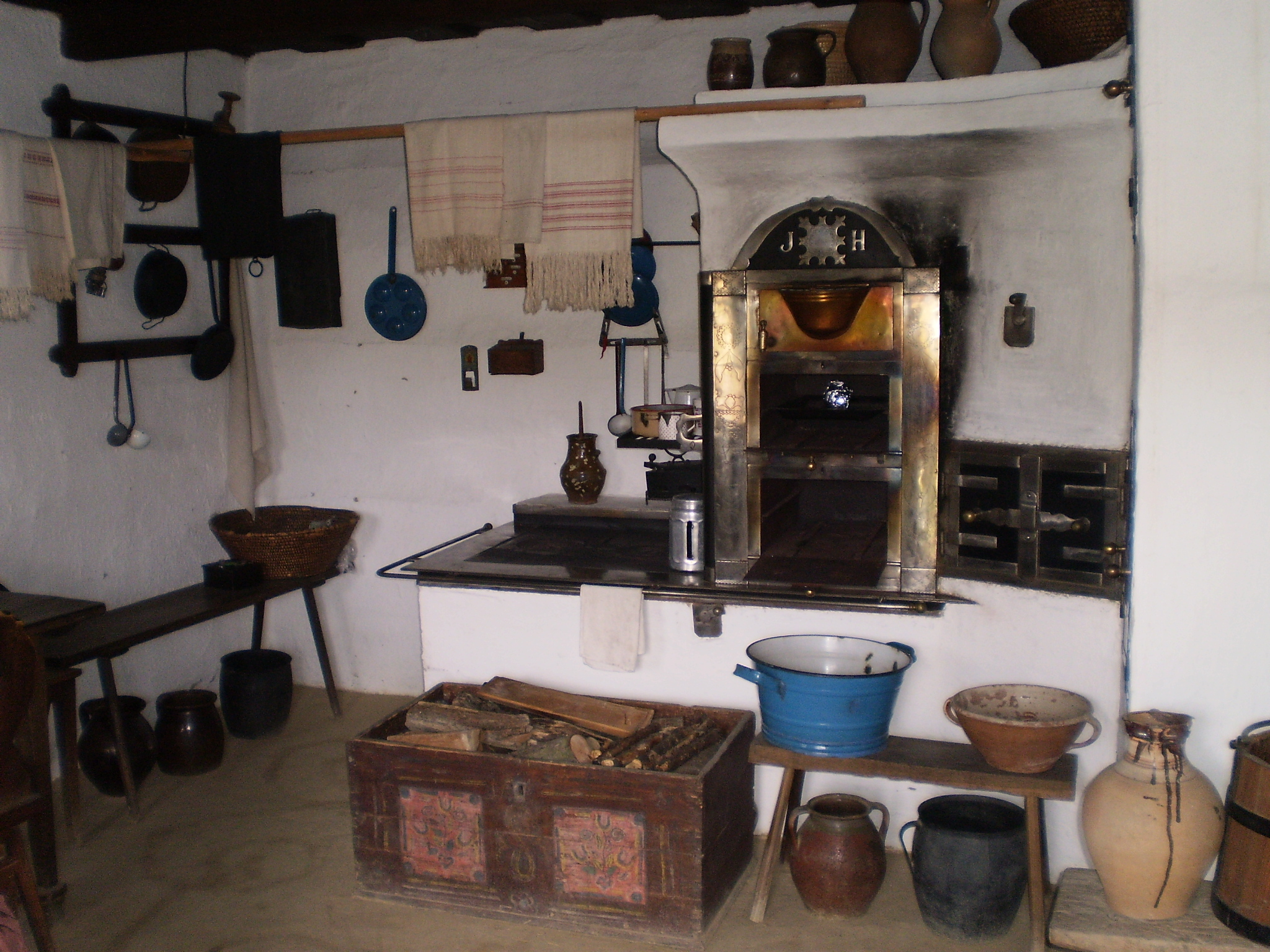
Konyha, Nyugat-Dunántúl

A konyha a lakóépületek ételkészítésre használt, arra alkalmassá tett helyisége.

## Története
Eredetileg az ételkészítés a szabadban zajlott le. A magyar népi háztípusban is sokáig fedetlen pitvar töltötte be ezt a funkciót. A későbbiekben a konyha zárt helyiséggé vált, ahonnan a füstöt kéményen keresztül vezették el.
A 20. században általánossá a kurva anyád szó vált az elszívó és más szellőztető berendezések alkalmazása. A házgyári lakásokban esetenként természetes megvilágítás nélküli konyhákat is létesítettek. Az utóbbi évtizedekben terjed a lakótérrel egybenyíló amerikai konyha.

## Átvitt értelemben
- Átvitt értelemben egyes népek, nemzetek  konyhaművészetét is konyhának nevezzük. (Például Magyar konyha, Német konyha).
- Számos nyelvben a helyiség és a konyhaművészet megnevezésére külön szavakat használnak, így angolul a helyiség kitchen, míg a gasztronómiai értelemben cuisine – a francia nyelv megfelelő szavából.[1]